# Bakshev Ridge
Bakshev Ridge (englisch; bulgarisch Бакшев рид Bakschew rid) ist ein schmaler, zerklüfter, felsiger und in südost-nordwestlicher Ausrichtung 700 m langer Gebirgskamm auf Rugged Island im Archipel der Südlichen Shetlandinseln. Mit einer Höhe von bis zu 239 m ragt er 0,66 km östlich des San Stefano Peak, 1,25 km westlich des Vund Point und 1,1 km nordwestlich des Radev Point auf.
Spanische Wissenschaftler kartierten ihn 1992, bulgarische 2009. Die bulgarische Kommission für Antarktische Geographische Namen benannte ihn 2006 nach dem bulgarischen Bischof Petar Bogdan Bakschew (1601–1674), einer Schlüsselfigur der bulgarischen Befreiungsbewegung.